# Jamiesoniella enigmatica
Jamiesoniella enigmatica är en ringmaskart som beskrevs av Erséus 1990. Jamiesoniella enigmatica ingår i släktet Jamiesoniella och familjen glattmaskar. Inga underarter finns listade i Catalogue of Life.